# Kuncir (Wonosalam)
Kuncir is een bestuurslaag in het regentschap Demak van de provincie Midden-Java, Indonesië. Kuncir telt 3611 inwoners (volkstelling 2010).